# Rachów (gmina)
Rachów (od 1874 gminy Annopol) – dawna gmina wiejska istniejąca w XIX wieku w guberni lubelskiej. Siedzibą władz gminy był Rachów.
Za Królestwa Polskiego gmina Rachów należała do powiatu janowskiego w guberni lubelskiej. 1 stycznia?/13 stycznia 1870 do gminy przyłączono pozbawiony praw miejskich Annopol.
Gmina została zniesiona w 1874 roku przez przemianowanie na gminy Annopol.